# 伊恩·荷姆
伊恩·荷姆爵士，CBE（1931年9月12日—2020年6月19日），全名伊恩·荷姆·卡思伯特（Ian Holm Cuthbert），英格蘭男演員，在1967年憑《The Homecoming》榮獲東尼獎最佳男主角；在1968年、1981年分別憑《The Bofors Gun》、《烈火戰車》榮獲英國電影學院獎英國電影學院獎最佳男配角；在2003年憑《魔戒三部曲：王者再臨》榮獲影視演員協會獎最佳電影演員。
伊恩·荷姆的代表角色包括：《魔戒電影三部曲》及《哈比人電影系列》飾演老年的比爾博·巴金斯、《第五元素》飾演Vito Cornelius、《異形》飾演機械人艾許（Ash）。

## 生平
伊恩·荷姆在1931年9月12日於埃塞克斯郡伊爾福德的精神病醫院出生，他們雙親來自蘇格蘭的，他的父親詹姆士是一位精神科醫生，是在伊爾褔德醫院工作的，而母親是一名護士。

霍姆於1989年被授予司令勳章(CBE)，並於1998年對於戲劇的貢獻而被封為爵士。

霍姆於2020年6月在倫敦逝世。

## 參與作品
- 《英宮恨》（Mary, Queen of Scots, 1971年）
- 《戰爭與冒險》（Young Winston, 1972年）
- 《羅賓漢與瑪莉安》（Robin and Marian, 1976年）
- 《大煞星與亡命客》（Shout at the Devil, 1976年）
- 《異形》（Alien, 1979年）
- 《烈火戰車》（Chariots of Fire, 1981年）
- 《時光大盜》（Time Bandits, 1981年）
- 《巴西》（Brazil, 1985年）
- 《與陌生人共舞》（Dance with a Stranger, 1985年）
- 《另一個女人》（Another Woman, 1988年）
- 《亨利五世》（Henry V, 1989年）
- 《哈姆雷特》（Hamlet, 1990年）
- 《卡夫卡》（Kafka, 1991年）
- 《裸體午餐》（Naked Lunch, 1991年）
- 《快樂的回憶》（The Hour of the Pig, 1993年）
- 《瑪麗雪萊之科學怪人》（Frankenstein, 1994年）
- 《神經大帝》（The Madness of King George, 1994年）
- 《狂宴》（Big Night, 1996年）
- 《尼斯湖》（Loch Ness, 1996年）
- 《夜襲曼哈頓》（Night Falls on Manhattan, 1996年）
- 《第五元素》（The Fifth Element, 1997年）
- 《意外的春天》（The Sweet Hereafter, 1997年）
- 《你行我素》（A Life Less Ordinary, 1997年）
- （Bless the child, 2000年）
- 《開膛手》（From Hell, 2001年）
- 《魔戒首部曲：魔戒現身》（The Lord of the Rings: The Fellowship of the Ring, 2001年）
- 《魔戒三部曲：王者再臨》（The Lord of the Rings: The Return of the King, 2003年 ）
- 《明天過後》（The Day After Tomorrow, 2004年）
- 《神鬼玩家》（The Aviator, 2004年）
- 《軍火之王》 (Lord of War, 2005年)
- 《料理鼠王》 (Ratatouille, 2007年)
- 《哈比人：意外旅程》 (The Hobbit: An Unexpected Journey, 2012年)
- 《哈比人：五軍之戰》 (The Hobbit: The Battle of the Five Armies, 2014年)

## 外部連結
- 互聯網百老匯資料庫（IBDB）上伊恩·荷姆的資料（英文）
- 伊恩·荷姆在互联网电影资料库（IMDb）上的資料（英文）
- TCM电影资料库上伊恩·荷姆的资料（英文）